# Garrosse
Garrosse is een plaats en voormalige gemeente in het Franse departement Landes (regio Nouvelle-Aquitaine) en telt 326 inwoners (2004). De plaats maakt deel uit van het arrondissement Mont-de-Marsan. Garrosse is op 1 januari 2019 gefuseerd met de gemeenten Arjuzanx, Morcenx en Sindères tot de gemeente Morcenx-la-Nouvelle.  

## Geografie
De oppervlakte van Garrosse bedraagt 25,9 km², de bevolkingsdichtheid is 12,6 inwoners per km².
De onderstaande kaart toont de ligging van Garrosse met de belangrijkste infrastructuur en aangrenzende gemeenten.

## Demografie
Onderstaande figuur toont het verloop van het inwonertal (bron: INSEE-tellingen).